# Nico Casavecchia
Nico Casavecchia (Buenos Aires, 31 maggio 1981) è un regista argentino.

## Biografia
Nato a Buenos Aires, Casavecchia ha studiato presso la locale università per otto mesi per poi diventare autodidatta.
Tra i film da lui diretti, quasi tutti cortometraggi, si segnala A Boy and His Atom (2013), realizzato dagli scienziati della IBM Research e celebre per essere stato realizzato utilizzando delle molecole di monossido di carbonio. Il film è entrato nel Guinness dei primati per le sue effettive dimensioni, pari a 45×25 nanometri, che lo rendono il film più piccolo mai realizzato con la tecnica del passo uno.
Nel 2016 diresse il suo primo lungometraggio Finding Sofia, presentato in anteprima al Festival di cinema indipendente di Buenos Aires. Due anni dopo realizzò BattleScar, corto d'animazione al quale partecipò Rosario Dawson e la miniserie James Patterson's the Chef.

## Filmografia

### Regia
- 2005 – Notes sur le boule amorphe (cortometraggio)
- 2010 – Slamdance Sweet 16 (cortometraggio)
- 2011 – Salesman in the Mirror (cortometraggio)
- 2011 – Hotel (cortometraggio)
- 2012 – Buildings & Vampires (cortometraggio)
- 2013 – A Boy and His Atom (cortometraggio)
- 2016 – Finding Sofia
- 2018 – BattleScar (cortometraggio)
- 2024 – Border Hopper (cortometraggio)

## Televisione
- James Patterson's the Chef – miniserie (2018)